# Even Cowgirls Get the Blues (film)
Cet article concerne le film de Gus Van Sant. Pour le roman de Tom Robbins, voir Même les cow-girls ont du vague à l'âme (Even Cowgirls Get the Blues).
Pour plus de détails, voir Fiche technique et Distribution.
Even Cowgirls Get the Blues est un film américain de Gus Van Sant, sorti en 1993, tiré du roman américain éponyme de l'écrivain Tom Robbins, publié en 1976.
Le film est dédié à la mémoire de River Phoenix, mort avant la sortie du film et acteur principal de son précédent film My Own Private Idaho.

## Synopsis
Une jeune fille, Sissy, souffre d'une malformation des pouces depuis sa naissance lorsqu'une vilaine fée les a allongés. Elle va profiter de son handicap pour se consacrer à sa passion, l'auto-stop, et rencontre un groupe de cow-girls.

## Fiche technique
Sauf indication contraire, les informations mentionnées dans cette section peuvent être confirmées par la base de données cinématographiques IMDb,  présente dans la section « Liens externes ».
- Titre original et français : Even Cowgirls Get the Blues
- Réalisation et scénario : Gus Van Sant, d'après le roman de Tom Robbins
- Montage : Curtiss Clayton et Gus Van Sant
- Musique : k.d. lang et Ben Mink
- Photographie : John J. Campbell
- Production : Mary Ann Marino, Gus Van Sant Jr, Eric Mc Leod, Laurie Parker
- Sociétés de production : New Line Cinema et Fourth Vision
- Pays d'origine :  États-Unis
- Langue originale : anglais et allemand
- Date de sortie :
  - États-Unis : 20 mai 1994
  - France : 23 août 1995
- Classification :
  - États-Unis : Rated R (scènes de nudité à caractère sexuel et pour le langage)
  - Royaume-Uni : interdit aux moins de 15 ans[1]
  - France : tous publics[2]

## Distribution
Sauf indication contraire, les informations mentionnées dans cette section peuvent être confirmées par la base de données cinématographiques IMDb,  présente dans la section « Liens externes ».
- Uma Thurman (VF : Séverine Morisot) : Sissy Hankshaw
- Lorraine Bracco (VF : Laure Sabardin) : Delores Del Ruby
- Angie Dickinson (VF : Danielle Volle) : Miss Adrian
- Pat Morita (VF : Roger Crouzet) : The Chink
- Keanu Reeves (VF : Thierry Ragueneau) : Julian Gitche
- John Hurt (VF : Jacques Ebner) : « Frisson », la comtesse
- Rain Phoenix (VF : Déborah Perret) : Bonanza Jellybean
- Roseanne Barr : Madame Zoé
- Ed Begley Jr. (VF : Yves Beneyton) : Rupert
- Crispin Glover (VF : Jean-François Vlérick) : Howard Barth
- Buck Henry : Dr Dreyfus
- Carol Kane (VF : Sophie Arthuys) : Carla
- Sean Young (VF : Stéphanie Lafforgue) : Marie Barth
- Grace Zabriskie : Mme Hankshaw
- Victoria Williams (VF : Laurence Crouzet) : la cowgirl Debbie
- Heather Graham (sans dialogue) : la cowgirl Heather
- Udo Kier : le directeur commercial
- Lin Shaye (VF : Sophie Arthuys) : la serveuse du ranch Rubber Rose
- Michael Parker (VF : Vincent de Bouard) : le chauffeur Pilgrim
- Alexa D'Avalon (VF : Stéphanie Lafforgue) : la femme experte en oiseau
- Chel White (VF : Vincent de Bouard) : le neurochirurgien
- William Burroughs : lui-même
- Tom Robbins (VF : Daniel Beretta) : le narrateur

 Source et légende : version française (VF) sur RS Doublage et selon le carton du doublage.